# Sankt Josephs Hospital (Aarhus)
Sankt Joseph Hospital i Aarhus var et hospital bestyret og drevet af Søstrene fra den katolske orden Sankt Joseph Søstrene. Hospital fungerede fra 1907 til 1986 og lå på Bülowsgade 68.
Søstrene kom til Aarhus fra deres hovedsæde i København allerede i 1875 med ønsket om at oprette en poliklinik for byens ubemidlede, men havde på det tidspunkt ikke midlerne til at opføre en ny bygning. Derfor måtte de nøjes med at starte en katolsk skole i byen og pleje de syge i hjemmene. De hjalp både katolikker og protestanter, for på den måde at få kontakt til byens protestantiske befolkning, der anså de fremmede katolikker for farlige.